# Anatonchus tridentatus
Anatonchus tridentatus är en rundmaskart. Anatonchus tridentatus ingår i släktet Anatonchus och familjen Anatonchidae. Arten är reproducerande i Sverige. Inga underarter finns listade i Catalogue of Life.